# Cantonul Montrichard
Cantonul Montrichard este un canton din arondismentul Blois, departamentul Loir-et-Cher, regiunea Centru, Franța.

## Comune
- Angé
- Bourré
- Chaumont-sur-Loire
- Chissay-en-Touraine
- Faverolles-sur-Cher
- Monthou-sur-Cher
- Montrichard (reședință)
- Pontlevoy
- Rilly-sur-Loire
- Saint-Georges-sur-Cher
- Saint-Julien-de-Chédon
- Thenay
- Vallières-les-Grandes